# Boeing XB-15
Die Boeing XB-15 (Modell 294) war ein schwerer Bomber des United States Army Air Corps (USAAC) von 1937, von dem nur ein Prototyp gebaut wurde.

## Entwicklung
Im Jahre 1934 gab es eine Ausschreibung des United States Army Air Corps für einen schweren Bomber mit einer Reichweite von 5.000 Meilen (8.050 km). Die erste Bezeichnung des USAAC für den Entwurf war XBLR-1 (experimental status, bomber, long range, model 1). Die Einsatzzweckbezeichnung „BLR“ wurde nur 1935–1936 für lediglich drei Entwürfe verwendet.
Noch vor dem Erstflug erfolgte die Umbenennung in XB-15. Als die XB-15 am 15. Oktober 1937 erstmals flog, war sie das größte und schwerste Flugzeug, welches bis dahin in den USA gebaut wurde.
Es brach eine Reihe von Rekorden im Bereich der Zuladung. Am 30. Juli 1939 erfolgte ein Rekordflug mit 14.154 kg auf 2500 m Höhe. Aufgrund der Größe konnte man sich über Schächte in den Tragflächen bewegen, um zum Beispiel kleinere Motorreparaturen durchzuführen. Da die Fluggeschwindigkeit gering war, dauerte ein 5000-Meilen-Flug mit Zwischenstopps mehrere Tage. Für diesen Zweck gab es sogar einen klimatisierten Schlafbereich, eine Küche und einen Waschraum für die Besatzungsmitglieder.
Es war vorgesehen, 1000 PS starke wassergekühlte Motoren einzubauen, aber aufgrund fehlender Motoren wurden nur 850 PS (637 kW) leistende Pratt & Whitney R-1830-11-Sternmotoren verwendet. Das Flugzeug war deshalb stark untermotorisiert und erreichte nur eine Höchstgeschwindigkeit von 322 km/h. Da dies viel zu langsam für einen akzeptablen schweren Bomber war, wurde das Projekt eingestellt. Keine XB-15 wurde in Dienst gestellt, stattdessen wurde der Prototyp zum Frachtflugzeug XC-105 für die USAAC umgebaut.
Für die Stromversorgung des bordeigenen 110-Volt-Systems gab es erstmals in einem Flugzeug kleinere Hilfsmotoren. Für den Einsatz als Frachtflugzeug baute man Frachttüren und eine Belade-Winde ein. Durch die Umbaumaßnahmen stieg die Gesamtflugmasse von 37 auf 41 Tonnen. Als Frachtflugzeug flog man in 18 Monaten 70 Transporteinsätze. Bei diesen Transporteinsätze transportierte das Flugzeug insgesamt 5200 Passagiere, 199.320 Kilogramm Fracht und 42.582 Kilogramm Post. Schon kurz nach Ende des Zweiten Weltkriegs verschrottete man die Maschine auf dem Flugplatz Kelly Field (heute Port San Antonio) in San Antonio, Texas.
Auch 60 Flüge zur U-Jagd machte die Besatzung.

## Herausragende Neuerungen in der XB-15
- Autopilot
- automatische Flugzeugenteisung
- Stromversorgung unabhängig von den Triebwerken
- Motoren durch Servicegänge im Flug wartbar
- Schlaf-/Aufenthalts- und Waschraum für die Besatzung
- doppelt bereiftes einziehbares Fahrwerk

## Technische Daten

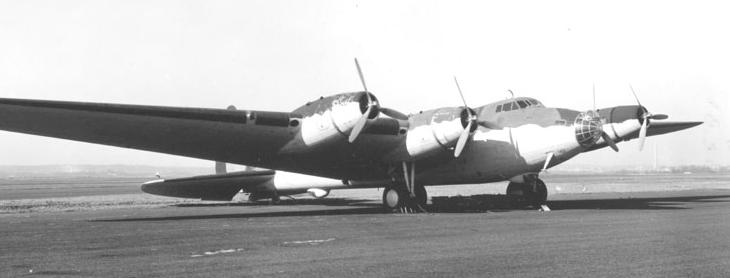
XB-15 vor dem Umbau zur XC-105, 1943. Tarnanstrich von einer Übung in den USA 1940.

| Kenngröße             | Daten                                                                                   |
| --------------------- | --------------------------------------------------------------------------------------- |
| Besatzung             | 10                                                                                      |
| Länge                 | 26,70 m                                                                                 |
| Spannweite            | 45,42 m                                                                                 |
| Höhe                  | 5,51 m                                                                                  |
| Flügelfläche          | 258 m²                                                                                  |
| Flügelstreckung       | 8,0                                                                                     |
| Leermasse             | 17.105 kg                                                                               |
| Startmasse            | 32.072 kg                                                                               |
| Antrieb               | 4 × Pratt & Whitney R-1830-11 mit je 850 PS (640 kW) 1000 PS Startleistung              |
| Höchstgeschwindigkeit | 322 km/h                                                                                |
| Marschgeschwindigkeit | 245 km/h                                                                                |
| Dienstgipfelhöhe      | 5760 m                                                                                  |
| Reichweite            | 8250 km (Überführungsreichweite?), 5000 km mit 2000 kg Nutzlast (Weltrekord, Juli 1939) |
| Bewaffnung            | 4 × 7,7-mm-MG, 2 × 12,7-mm-MG, 4 × 907 kg Bombenzuladung                                |